# 우후드 전투

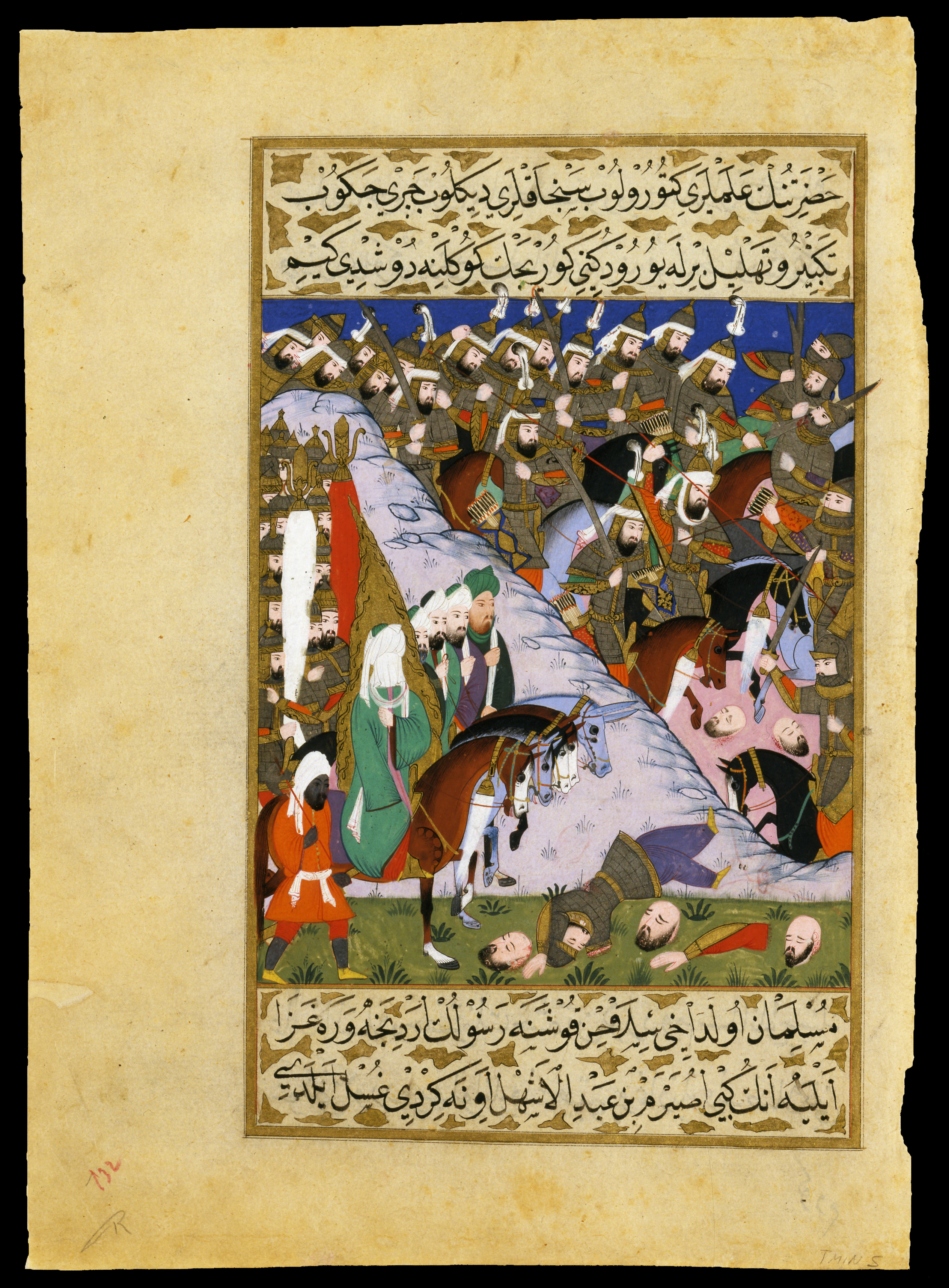

우후드 전투(Battle of Uhud)는 무슬림-쿠라이시족 전쟁 중 초기 무슬림과 쿠라이시 사이의 주요 교전이었다. 이 전투는 서기 625년 3월 23일 토요일(7 Shawwal, 3 AH) 메디나 근처 우후드산 북쪽 계곡에서 벌어졌다.
바드르 전투에서 패하고 그들의 캐러밴이 무함마드 측의 끊임없는 공격과 약탈을 겪은 후, 쿠라이시는 마침내 강력한 조치를 취할 필요성을 깨달았다. 그들의 우두머리 아부 수피안(Abu Sufyan)은 무함마드와 맞서기 위해 3,000명의 군대를 이끌고 메디나로 출발했다.
전투의 초기 단계에서는 무슬림이 주도권을 잡았다. 쿠라이쉬 선봉대는 흔들리기 시작했고 후퇴했고, 그들의 진영은 취약해졌다. 그러나 무슬림의 승리가 가까워지자, 포위될 가능성을 막기 위해 언덕을 방어하는 임무를 맡은 무슬림 후방 경비대는 도망가는 적군이 남긴 전쟁 전리품을 수집하기 위해 자신의 위치를 포기했다. 이러한 상황의 전환은 쿠라이시 장군 할리드 이븐 알왈리드가 무방비 후방에서 대담한 기병 공격을 개시하고 무슬림군을 포위하여 전투의 흐름을 바꾸는 데 이용되었다.
이 전투는 무슬림에게는 심각한 좌절이었고, 참호 전투에서 훨씬 더 큰 병력을 가지고 돌아올 쿠라이시에게는 사소한 승리로 간주되었다.